# Русско-Азелеевское сельское поселение
Русско-Азелеевское се́льское поселе́ние — муниципальное образование в Зеленодольском районе Татарстана Российской Федерации.
Административный центр — село Русское Азелеево.

## История
Статус и границы сельского поселения установлены Законом Республики Татарстан от 31 января 2005 года № 24-ЗРТ «Об установлении границ территорий и статусе муниципального образования "Зеленодольский муниципальный район" и муниципальных образований в его составе».

## Население
| 2010 | 2011 | 2012 | 2013 | 2014 | 2015 | 2016 |
| ---- | ---- | ---- | ---- | ---- | ---- | ---- |
| 457  | ↗458 | ↘443 | ↘435 | ↘424 | ↘409 | ↘406 |
| 2017 | 2018 |      |      |      |      |      |
| ↘394 | ↘374 |      |      |      |      |      |

## Состав сельского поселения
| № | Населённый пункт   | Тип населённого пункта       | Население |
| - | ------------------ | ---------------------------- | --------- |
| 1 | Карашам            | село                         |           |
| 2 | Русские Наратлы    | деревня                      |           |
| 3 | Русское Азелеево   | село, административный центр |           |
| 4 | Татарские Наратлы  | деревня                      |           |
| 5 | Татарское Азелеево | село                         |           |